# NHL (1941/1942)
Sezon NHL 1941-1942 był 25. sezonem ligi NHL. Siedem zespołów rozegrało po 48 meczów w sezonie zasadniczym. Puchar Stanleya zdobyła drużyna Toronto Maple Leafs. Był to ostatni sezon przed sezonami Oryginalnej szóstki.

## Sezon zasadniczy
M = Mecze, W = Wygrane, P = Przegrane, R = Remisy, PKT = Punkty, GZ = Gole Zdobyte, GS = Gole Stracone, KwM = Kary w minutach
| Drużyna             | M  | W  | P  | R | PKT | GZ  | GS  | KwM |
| ------------------- | -- | -- | -- | - | --- | --- | --- | --- |
| New York Rangers    | 48 | 29 | 17 | 2 | 60  | 177 | 143 | 400 |
| Toronto Maple Leafs | 48 | 27 | 18 | 3 | 57  | 158 | 136 | 341 |
| Boston Bruins       | 48 | 25 | 17 | 6 | 56  | 160 | 118 | 349 |
| Chicago Black Hawks | 48 | 22 | 23 | 3 | 47  | 145 | 155 | 365 |
| Detroit Red Wings   | 48 | 19 | 25 | 4 | 42  | 140 | 147 | 440 |
| Montreal Canadiens  | 48 | 18 | 27 | 3 | 39  | 134 | 173 | 504 |
| Brooklyn Americans  | 48 | 16 | 29 | 3 | 35  | 133 | 175 | 425 |

### Najlepsi strzelcy
| Zawodnik      | Drużyna           | Mecze | Bramki | Asysty | Punkty | Minuty karne |
| ------------- | ----------------- | ----- | ------ | ------ | ------ | ------------ |
| Bryan Hextall | New York Rangers  | 48    | 24     | 32     | 56     | 30           |
| Lynn Patrick  | New York Rangers  | 47    | 32     | 22     | 54     | 18           |
| Don Grosso    | Detroit Red Wings | 45    | 23     | 30     | 53     | 13           |
| Phil Watson   | New York Rangers  | 48    | 15     | 37     | 52     | 58           |
| Sid Abel      | Detroit Red Wings | 48    | 18     | 31     | 49     | 45           |

## Playoffs

### Ćwierćfinały
| Chicago Blackhawks – Boston Bruins         | Chicago Blackhawks – Boston Bruins | Chicago Blackhawks – Boston Bruins | Chicago Blackhawks – Boston Bruins | Chicago Blackhawks – Boston Bruins | Chicago Blackhawks – Boston Bruins | Chicago Blackhawks – Boston Bruins |
| Data                                       | Wyjazd                             | Wyjazd                             | Dom                                | Dom                                |                                    |                                    |
| ------------------------------------------ | ---------------------------------- | ---------------------------------- | ---------------------------------- | ---------------------------------- | ---------------------------------- | ---------------------------------- |
| 22 marca                                   | Boston                             | 2                                  | 1                                  | Chicago                            | Po dogrywce                        |                                    |
| 24 marca                                   | Chicago                            | 4                                  | 0                                  | Boston                             |                                    |                                    |
| 26 marca                                   | Chicago                            | 2                                  | 3                                  | Boston                             |                                    |                                    |
| Boston wygrał 2:1 i awansował do półfinału |                                    |                                    |                                    |                                    |                                    |                                    |

| Detroit Red Wings – Montreal Canadiens        | Detroit Red Wings – Montreal Canadiens | Detroit Red Wings – Montreal Canadiens | Detroit Red Wings – Montreal Canadiens | Detroit Red Wings – Montreal Canadiens | Detroit Red Wings – Montreal Canadiens |
| Data                                          | Wyjazd                                 | Wyjazd                                 | Dom                                    | Dom                                    |                                        |
| --------------------------------------------- | -------------------------------------- | -------------------------------------- | -------------------------------------- | -------------------------------------- | -------------------------------------- |
| 22 marca                                      | Montreal                               | 1                                      | 2                                      | Detroit                                |                                        |
| 24 marca                                      | Detroit                                | 0                                      | 5                                      | Montreal                               |                                        |
| 26 marca                                      | Montreal                               | 2                                      | 6                                      | Detroit                                |                                        |
| Detroit wygrało 2:1 i awansowało do półfinału |                                        |                                        |                                        |                                        |                                        |

### Półfinały
| Toronto Maple Leafs – New York Rangers                      | Toronto Maple Leafs – New York Rangers | Toronto Maple Leafs – New York Rangers | Toronto Maple Leafs – New York Rangers | Toronto Maple Leafs – New York Rangers | Toronto Maple Leafs – New York Rangers |
| Data                                                        | Wyjazd                                 | Wyjazd                                 | Dom                                    | Dom                                    |                                        |
| ----------------------------------------------------------- | -------------------------------------- | -------------------------------------- | -------------------------------------- | -------------------------------------- | -------------------------------------- |
| 21 marca                                                    | NY Rangers                             | 1                                      | 3                                      | Toronto                                |                                        |
| 22 marca                                                    | Toronto                                | 4                                      | 2                                      | NY Rangers                             |                                        |
| 24 marca                                                    | Toronto                                | 0                                      | 3                                      | NY Rangers                             |                                        |
| 28 marca                                                    | NY Rangers                             | 1                                      | 2                                      | Toronto                                |                                        |
| 29 marca                                                    | Toronto                                | 1                                      | 3                                      | NY Rangers                             |                                        |
| 31 marca                                                    | NY Rangers                             | 2                                      | 3                                      | Toronto                                |                                        |
| Toronto wygrało 4:2 i awansowało do finału Pucharu Stanleya |                                        |                                        |                                        |                                        |                                        |

| Boston Bruins – Detroit Red Wings                           | Boston Bruins – Detroit Red Wings | Boston Bruins – Detroit Red Wings | Boston Bruins – Detroit Red Wings | Boston Bruins – Detroit Red Wings | Boston Bruins – Detroit Red Wings | Boston Bruins – Detroit Red Wings |
| Data                                                        | Wyjazd                            | Wyjazd                            | Dom                               | Dom                               |                                   |                                   |
| ----------------------------------------------------------- | --------------------------------- | --------------------------------- | --------------------------------- | --------------------------------- | --------------------------------- | --------------------------------- |
| 29 marca                                                    | Detroit                           | 6                                 | 4                                 | Boston                            |                                   |                                   |
| 31 marca                                                    | Boston                            | 1                                 | 3                                 | Detroit                           | Po dogrywce                       |                                   |
| Detroit wygrało 2:0 i awansowało do finału Pucharu Stanleya |                                   |                                   |                                   |                                   |                                   |                                   |

### Finał Pucharu Stanleya
| Toronto Maple Leafs – Detroit Red Wings        | Toronto Maple Leafs – Detroit Red Wings | Toronto Maple Leafs – Detroit Red Wings | Toronto Maple Leafs – Detroit Red Wings | Toronto Maple Leafs – Detroit Red Wings | Toronto Maple Leafs – Detroit Red Wings |
| Data                                           | Wyjazd                                  | Wyjazd                                  | Dom                                     | Dom                                     |                                         |
| ---------------------------------------------- | --------------------------------------- | --------------------------------------- | --------------------------------------- | --------------------------------------- | --------------------------------------- |
| 4 kwietnia                                     | Detroit                                 | 3                                       | 2                                       | Toronto                                 |                                         |
| 7 kwietnia                                     | Detroit                                 | 4                                       | 2                                       | Toronto                                 |                                         |
| 9 kwietnia                                     | Toronto                                 | 2                                       | 5                                       | Detroit                                 |                                         |
| 12 kwietnia                                    | Toronto                                 | 4                                       | 3                                       | Detroit                                 |                                         |
| 14 kwietnia                                    | Detroit                                 | 3                                       | 9                                       | Toronto                                 |                                         |
| 16 kwietnia                                    | Toronto                                 | 3                                       | 0                                       | Detroit                                 |                                         |
| 18 kwietnia                                    | Detroit                                 | 1                                       | 3                                       | Toronto                                 |                                         |
| Toronto wygrało 4:3 i zdobyło Puchar Stanleya. |                                         |                                         |                                         |                                         |                                         |

## Nagrody
| Art Ross Trophy:           | Brian Hextall, New York Rangers  |
| Calder Memorial Trophy:    | Grant Warwick, New York Rangers  |
| Hart Memorial Trophy:      | Tom Andreson, Brooklyn Americans |
| Lady Byng Memorial Trophy: | Syl Apps, Toronto Maple Leafs    |
| Vezina Trophy:             | Frank Brimsek, Boston Bruins     |